# Großseifen
Großseifen è un comune di 612 abitanti della Renania-Palatinato, in Germania.
Appartiene al circondario (Landkreis) del Westerwaldkreis (targa WW) ed è parte della comunità amministrativa (Verbandsgemeinde) di Bad Marienberg (Westerwald).